# 빈 응용예술대학교
빈 응용예술대학교(독일어: Universität für angewandte Kunst Wien), 약칭 안게반테(독일어: die Angewandte)는 오스트리아 빈의 예술 대학이다.
오스트리아 유겐트스틸의 발상지로 여겨지며 20세기 초 빈 분리파와 밀접한 관계를 맺었다. 1970년부터 종합 대학 지위를 얻고 예술, 인문학, 과학 분야의 교육 과정을 제공하고 있다. 구스타프 클림트, 피필로티 리스트, 슈테판 자그마이스터 등이 이곳을 졸업했다.

## 역사

### 19세기
1863년 오스트리아 제국 왕립 미술공예 박물관의 부설 기관으로 등장한 빈 미술공예학교(k. k. Kunstgewerbeschule)가 시초다. 이전의 미술관과 달리 대중을 위한 예술 교육이 목적이었던 런던의 사우스 켄싱턴 미술관을 따라 생겨났는데, 안게반테의 설립 취지 역시 예술가들에게 산업 혁명이 가져온 변화에 맞는 새로운 교육을 제공하는 것이었다. 유럽 최초의 응용미술 학교로, 초창기부터 여학생의 입학이 허용되었다.
1899년 빈 분리파의 일원이었던 펠리시안 폰 미르바흐가 교장에 임명되고 이듬해 독립된 교육기관이 되었다. 같은 시기에 건축가 오토 바그너의 사회주의 도시 개혁과 맞물려 유겐트스틸의 발전에 영향을 끼쳤다. 빈 공방의 창립자인 요제프 호프만은 초기 모더니즘 시기 안게반테를 이끈 주요 인물 가운데 한 명이다.

### 20세기
1941년, 정식 고등교육기관으로 인정 받게 된다. 2차 대전 동안 나치 독일의 명령으로 제국 응용미술학교(Reichshochschule fuer angewandte Kunst)가 되어 체제 선전물을 제작했으며, 많은 교사들이 탄압당했다. 이후 1948년부터 오스트리아 정부가 운영을 맡고 있다. 1970년 종합대학교 지위를 획득하고 1999년 지금의 이름을 갖게 되었다.
1984년 학장 오스발트 오베르후버와 페터 바이벨이 주도해 독일어권 최초의 미디어 아트 석사 과정을 설치했다. 이는 2001년부터 디지털 아트 과정으로 바뀌어 운영되고 있다.

## 운영
70개국 출신 학생이 29개 학과에서 공부하고 있으며, 이 가운데 60퍼센트는 오스트리아인, 25퍼센트는 EU 국적을 가진 유럽인, 나머지 15퍼센트는 비EU 국적자다. 연중 200회 넘는 전시를 주관한다.
2022년 10월, 러시아의 우크라이나 침공에 반대하는 재학생 단체가 "러시아는 테러리스트 국가(RUSSIA IS A TERRORIST STATE)"라고 적힌 현수막을 부착했다. 오스트리아에서 활동하는 친러 성향 단체인 KSORS가 철거를 요청했으나, 학교 측은 인도적 그리고 법적 이유로 이를 거절했다.

## 명칭
- 1868년~1918년: 오스트리아 제국 왕립 미술 공업 박물관 미술공예학교[주 3]
- 1919년~1937년: 오스트리아 미술 공업 박물관 미술공예학교
- 1937년~1941년: 빈 국립 미술공예학교
- 1941년~1945년: 빈 제국 응용예술학교
- 1945년~1948년: 빈 응용예술학교
- 1948년~1970년: 빈 응용예술 아카데미
- 1970년~1998년: 빈 응용예술학교[9]
- 1999년: 빈 응용예술대학교[10]

## 구성

### 과정 목록
디플롬 과정은 Mag. arch., Mag. des.ind., Mag. art. 등의 학위를 수여한다.
|  | 디플롬 - 산업디자인 - 순수 미술 - 무대 및 영화 디자인 - 디자인 - 보존 및 복원 - 미디어 아트 - 미술 교육 | 학사 - 언어예술 - 다원예술 - CDS(Cross-Disciplinary Strategies) - 미술 교육 | 석사 - 아트 앤 사이언스 - 다원예술 - 사회적 디자인 - 건축학 | 박사 - 자연과학 - 철학 - 공학 - 예술 연구 |

### 패션 스쿨
패션 디자인 석사 과정인 모드클라세(Modeklasse)는 1980년부터 유명 디자이너를 기간제 교수로 고용해 운영을 맡겨왔다. 카를 라거펠트, 질 샌더, 라프 시몬스, 장 샤를 드 까스텔바작, 비비안 웨스트우드, 헬무트 랑 등이 교수를 역임했다.
- 1980년~1983년: 카를 라거펠트
- 1983년~1985년: 질 샌더
- 1985년~1990년: 장 샤를 드 까스텔바작
- 1990년~1991년: 비비안 웨스트우드
- 1991년~1993년: 마르크 보앙
- 1993년~1996년: 헬무트 랑
- 1996년~1998년: 장 샤를 드 까스텔바작
- 1998년~1999년: 파올로 피바
- 1999년~2000년: 빅터 호스팅, 롤프 스노에렌
- 2000년~2005년: 라프 시몬스
- 2005년~2009년: 베로니크 브랑키노
- 2009년~2014년: 베른하르트 빌헬름
- 2014년~2017년: 후세인 샬라얀
- 2019년~2022년: 웨일즈 보너
- 2023년~현재: 크레이그 그린

## 인물
이곳에서 학생들을 가르친 인물로는 요제프 보이스, 카를 라거펠트, 자하 하디드, 페터 바이벨 등이 있다.

### 주요 동문
|  | - 구스타프 클림트 - 오스카르 코코슈카 - 마가레테 쉬테-리호츠키 - 폴라 스타우트 | - 볼프강 호프만 - 에르빈 부름 - 피필로티 리스트 - 슈테판 자그마이스터 | - 휴고 마클 - 펠리체 릭스-우에노 - 안드레아스 크론탈러 - 브리기테 코반츠 |

## 건물
대학 본관은 인네레슈타트 링슈트라세의 오스카르 코코슈카 플라츠 2번지에 있다.

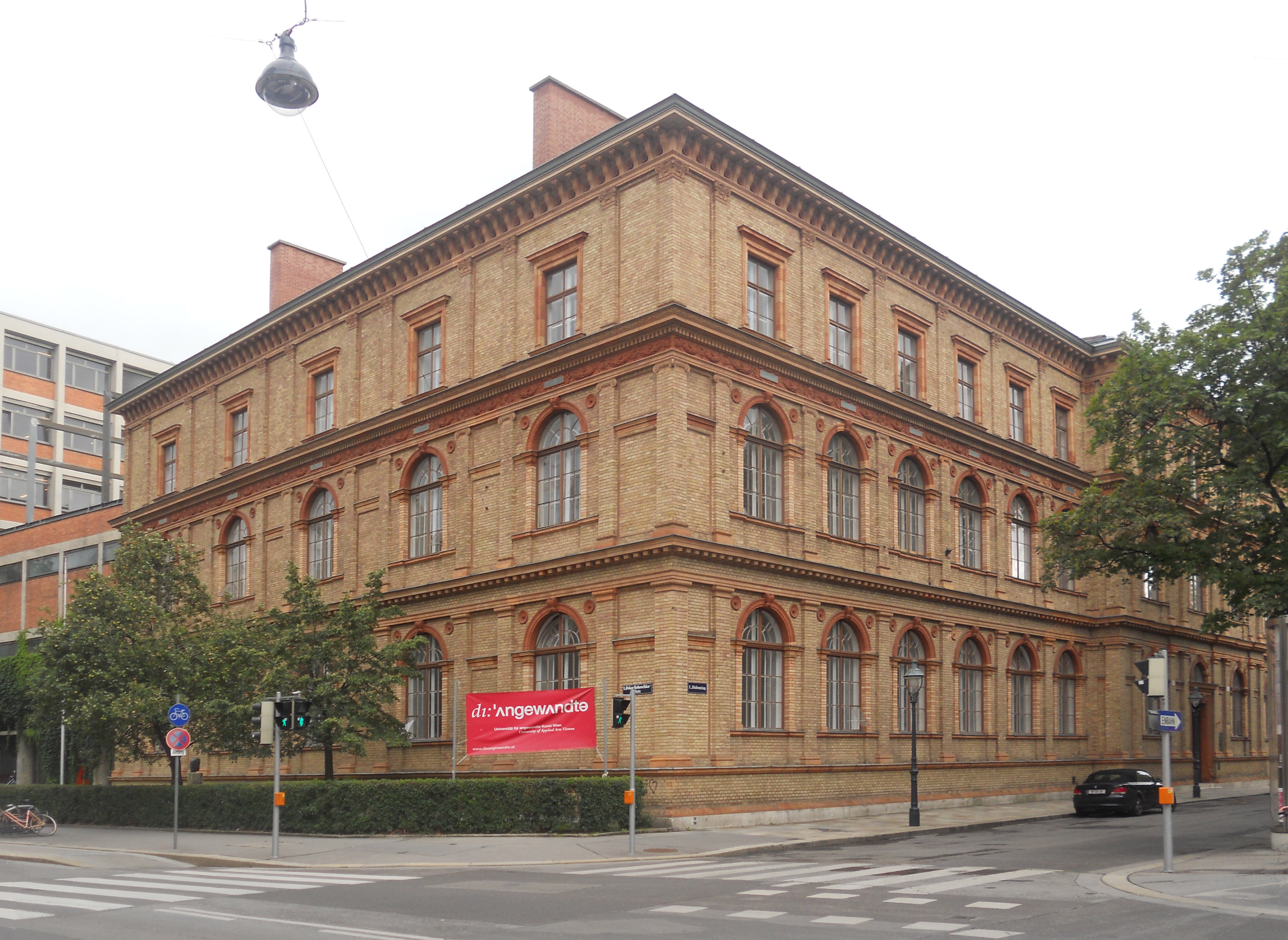
스투벤링의 본관
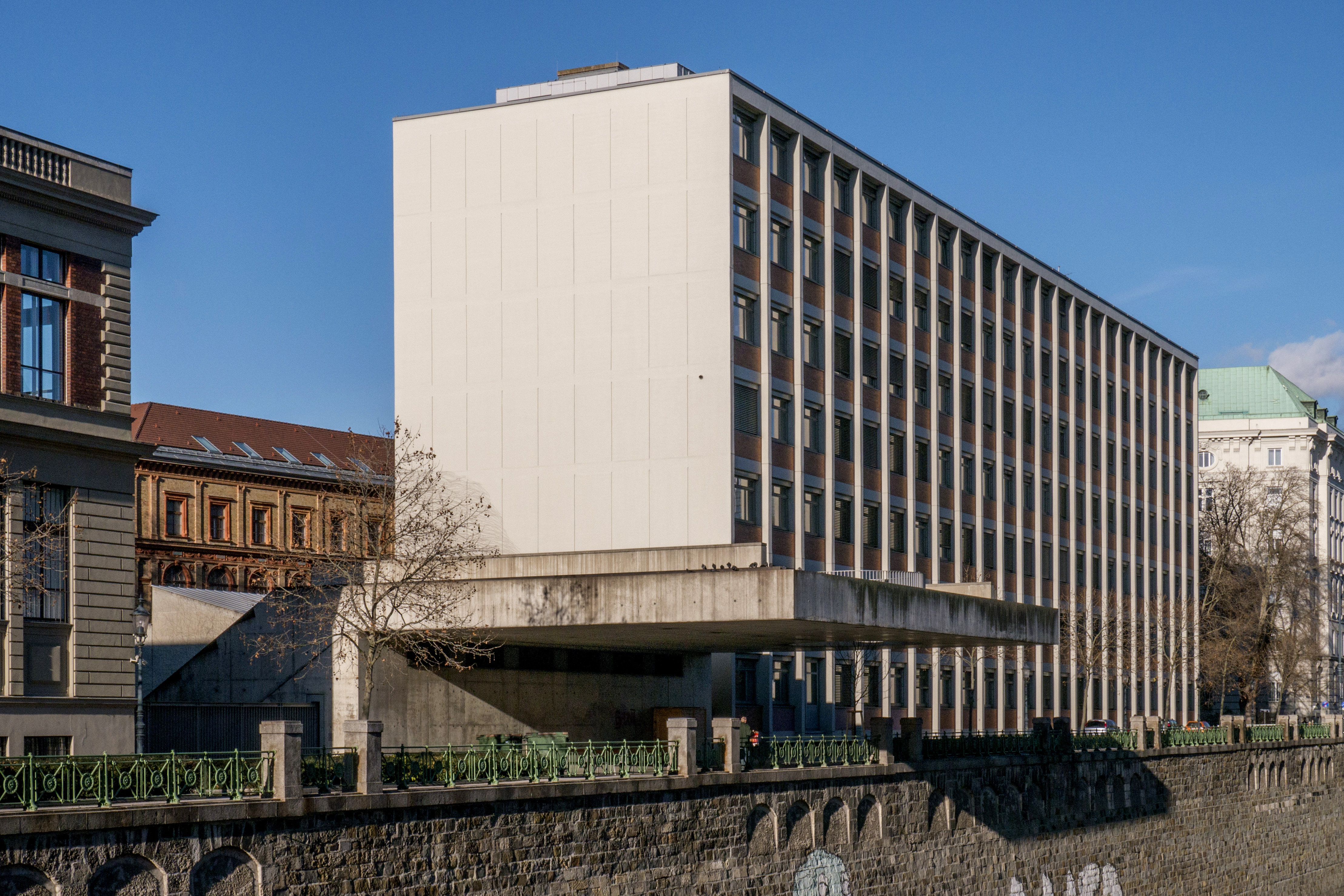
빈탈 별관
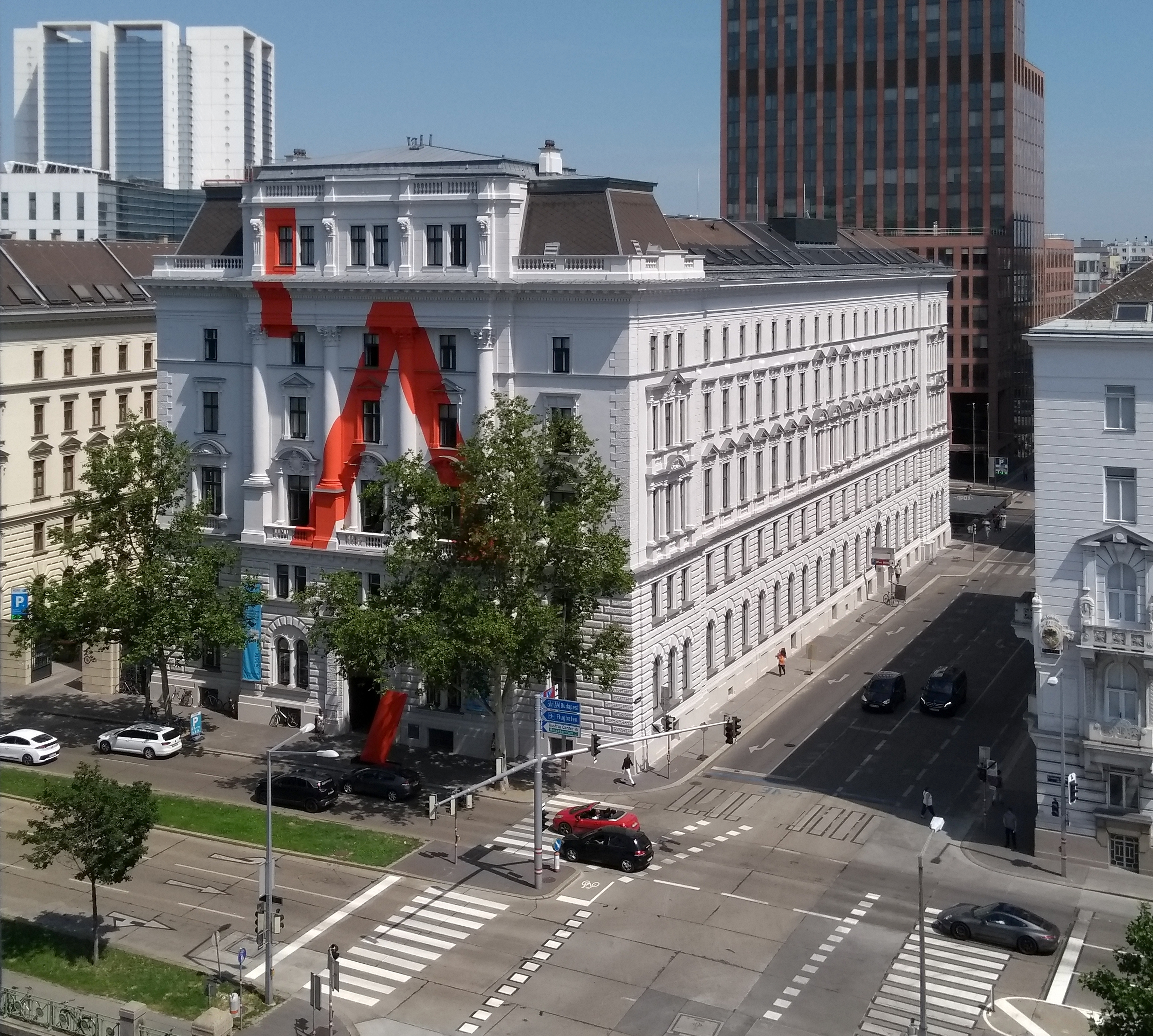
VZA7
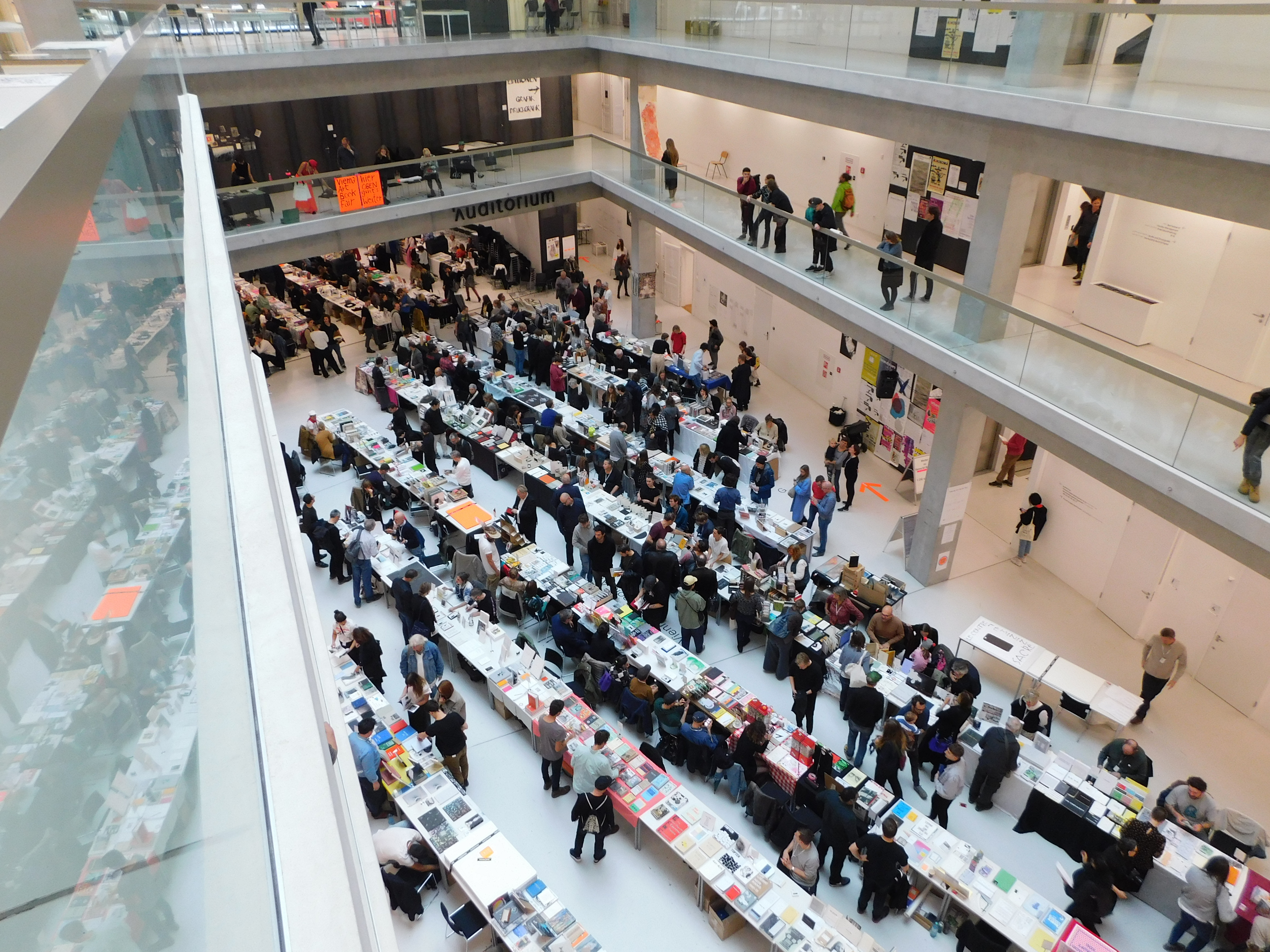
VZA7의 내부
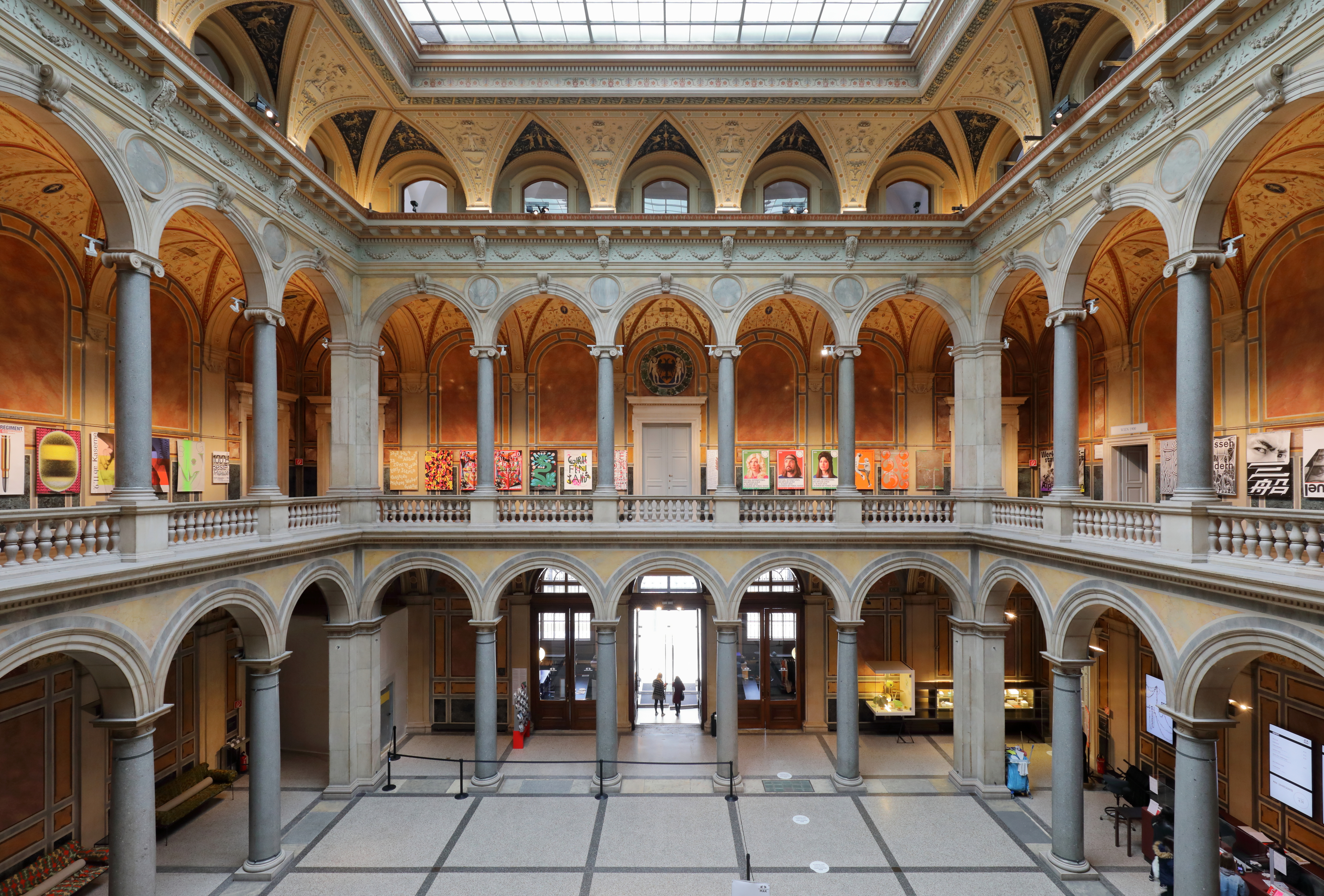
인접한 응용미술관의 내부

## 같이 보기

### 응용미술
- 응용미술
- 바우하우스
- 응용미술관
- 아르 누보

### 빈
- 빈 미술 아카데미
- 빈 분리파
- 빈 공방
- 붉은 빈

### 주해
1. ↑  지금의 응용미술관
2. ↑  지금의 빅토리아 앨버트 박물관
3. ↑  순서대로 독일어 원어 명칭은 다음과 같다. Kunstgewerbeschule des K. K. Österreichischen Museums für Kunst und Industrie, Kunstgewerbeschule des Österreichischen Museums für Kunst und Industrie, Staatliche Kunstgewerbeschule in Wien, Reichshochschule für angewandte Kunst Wien, Hochschule für angewandte Kunst Wien, Akademie für angewandte Kunst in Wien, Hochschule für angewandte Kunst in Wien, Universität für angewandte Kunst Wien
4. ↑  파파넥 재단에서 운영한다.
5. ↑  방문 강사로 재직했다.
6. ↑  1980년까지 코팔플라츠(Kopalplatz)라고 불렸다.